# Autonome Mongoolse Prefectuur Bayin'gholin
Bayin'gholin is een autonome prefectuur in het zuidoosten van de noordwestelijke provincie Xinjiang, Volksrepubliek China. Met een oppervlakte van 472,472 km² is het de grootste prefectuur van China, bijna even groot als het land Spanje. Er wonen iets meer dan 1 miljoen mensen.
Hier volgt een lijst met het aantal van de officiële etnische groepen van de Volksrepubliek China in deze autonome prefectuur:
| Nationaliteit | Aantal  | Percentage |
| ------------- | ------- | ---------- |
| Han-Chinezen  | 607.774 | 57,5%      |
| Oeigoeren     | 345.595 | 32,7%      |
| Hui           | 52.252  | 4,94%      |
| Mongolen      | 43.544  | 4,12%      |
| Overige       | 7.805   | 0,74%      |